# Лесная энтомология
Лесная энтомология — раздел энтомологии, изучающий образ жизни обитающих в лесу насекомых, их взаимосвязи с лесными древесными породами и насаждениями, причины их массового размножения, приносимый вред и пользу. Также этой наукой изучаются энтомофаги и болезни вредных лесных насекомых, технические средства и меры борьбы с насекомыми-вредителями.
В задачи лесной энтомологии входит научная разработка различных методов борьбы с вредными лесными насекомыми. Возникновение этой отрасли энтомологии связано с нуждами лесного хозяйства, а она сама является научной основой для развития защиты лесов и лесных насаждений от различных насекомых-вредителей и болезней. Защита лесов, в свою очередь, является неотъемлемой составной частью лесного хозяйства.

## Очерк истории лесной энтомологии
Одни из первых сообщений о повреждениях леса и деятельности в области борьбы с насекомыми-вредителями датируются началом XIX столетия. Большинство этих сообщении опубликовано в «Лесном журнале», издававшемся с 1837 года. В 1845-1851 годах вышло двухтомное руководство «О вредных насекомых», изданное Ученым комитетом Министерства государственных имуществ. Данная книга является первой сводкой по вредителям леса. В 1882—1883 годах было издано трехтомное сочинение Фёдора Петровича Кеппена, в котором автором обобщались материалы по насекомым-вредителям лесов России.
Создание и развитие отрасли лесной энтомологии в России связано с именами Николая Александровича Холодковского (1858—1921) и Ивана Яковлевича Шевырева (1853—1920).